# Karel Bockaert

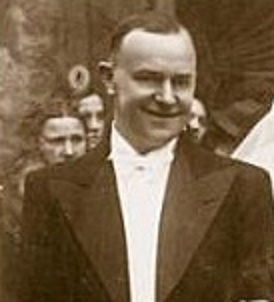
Karel Bockaert in 1938.

Karel Franciscus Jozef Maria Bockaert (Aalter, 23 maart 1903 - 7 juni 1986) was burgemeester van de Belgische gemeente Aalter van 1932 tot 1941.

## Politieke familie
Karel Bockaert was de zoon van René Bockaert (1868-1921), die schepen was te Aalter. Deze laatste was de zoon van Carolus Ludovicus Bockaert (1824-1899), gemeenteraadslid sinds 1872 en schepen van 1888 tot 1899.
Karel Bockaert stond jarenlang aan het hoofd van het familiebedrijf dat handel dreef in bouwmaterialen, meststoffen en kolen. De handel is tot op heden gevestigd aan het kanaal Gent-Brugge in Aalter-Brug en is nagenoeg zo oud als België zelf. Later kreeg de familiale onderneming de naam "Bockaert & Thienpont" (Botha), mede genoemd naar zijn schoonbroer en politicus Emiel Thienpont (1892-1970). Die was een zoon van volksvertegenwoordiger Louis Thienpont (1853-1932) uit Oudenaarde én achterkleinzoon van Jean Thienpont (1774-1863) uit Etikhove, een lid van het Belgisch Nationaal Congres.
Bockaert huwde in 1938 met Godelieve Lambrechts (1913-2007); zij was de zus van kanunnik Frans Lambrechts (1912-2002).